# Час у Польщі
| синій       | Західноєвропейський час (WET, GMT) (UTC+0) Західноєвропейський літній час (WEST, BST, IST) (UTC+1) |
| фіолетовий  | Західноєвропейський час (WET, GMT) (UTC+0)                                                         |
| червоний    | Центральноєвропейський час (CET) (UTC+1) Центральноєвропейський літній час (CEST) (UTC+2)          |
| жовтий      | Східноєвропейський час (EET) / Калінінградський час (UTC+2)                                        |
| буро-жовтий | Східноєвропейський час (EET) (UTC+2) Східноєвропейський літній час (EEST)(UTC+3)                   |
| зелений     | Далекосхідноєвропейський час (FET)/Московський час (MSK) (UTC+3)                                   |

На всій території Польщі діє час першого поясу (UTC+1) з щорічним переведенням стрілки годинника на одну годину вперед останньої неділі березня о другій годині та на одну годину назад останньої неділі жовтня о третій годині.

## Розташування території Польщі відносно міжнародної системи часових поясів
Крайні точки території Польщі:
- східна 24°08' E
- західна 14°07' E

Це означає, що майже вся територія країни географічно належить до першого годинного поясу і лише невелика смуга на сході — до другого. Таке географічне розташування території Польщі є сприятливим для використання тут часу одного поясу, який у Європі називається «центральноєвропейським часом».
| Зона   | Часовий пояс | Стандартний час | Літній час |
| Польща | 1            | UTC+1           | UTC+2      |
| ------ | ------------ | --------------- | ---------- |

## Літній час
Територія Польщі розташована між 49 і 55 паралелями північної широти і у східній половині географічного часового поясу. З огляду на це, використання літнього часу на всій її території є виправданим.
Польща використовує такий порядок обчислення часу, який використовується в усьому Євросоюзі та багатьох інших країнах і територіях Європи — літній час тут діє з останньої неділі березня (1:00 UTC) до останньої неділі жовтня (1:00 UTC). Часова зона, до якої входить Польща у цей період — центральноєвропейський літній час.

## Історія змін
З 1 січня 1880 року на території Королівства Польського було введено час варшавського меридіана. Він був попереду час Ґринвіцького меридіана на 1 годину 24 хвилини. Щодо територій, які тоді входили до складу інших держав — Пруссії та Австро-Угорської монархії, то поясний час UTC+1 тут запроваджено 1 квітня 1893.
5 серпня 1915 року на території Королівства Польського було запроваджено поясний час UTC+1 у зв'язку зі вступом сюди військ Центральних держав. Тут було впроваджено відповідний їм порядок обчислення часу, згідно з яким у Польщі використовувався літній час:
| Рік  | Літній час введено | Літній час відмінено |
| ---- | ------------------ | -------------------- |
| 1916 | 30 квітня, 23:00   | 1 жовтня, 01:00      |
| 1917 | 16 квітня, 02:00   | 17 вересня, 03:00    |
| 1918 | 15 квітня, 02:00   | 16 вересня, 03:00    |

Разом з останньою відміною літнього часу (і водночас втрати Центральними державами Польщі) тут було змінено стандартний час. Тепер він дорівнював UTC+2. Літній час (UTC+3) вводився у 1919 році:
| Рік  | Літній час введено | Літній час відмінено |
| ---- | ------------------ | -------------------- |
| 1919 | 15 квітня, 02:00   | 16 вересня, 03:00    |

Опівночі 1 червня 1922 року стрілки годинника були переведені на одну годину назад — у Польщі повернуто час UTC+1. Відтоді стандартний час країни не змінювався. Літній час вводився під час німецької окупації 1939 — 1945 і після неї:
| Рік       | Літній час введено      | Літній час відмінено    |
| --------- | ----------------------- | ----------------------- |
| 1940/42   | 23 червня, 02:00        | 2 листопада, 01:00      |
| 1943      | 29 березня, 02:00       | 4 жовтня, 03:00         |
| 1944      | 3 квітня, 02:00         | 4 жовтня, 02:00         |
| 1945      | 29 квітня, 00:00        | 31 жовтня, 00:00        |
| 1946      | 14 квітня, 00:00        | 7 жовтня, 03:00         |
| 1947      | 4 травня, 02:00         | 5 жовтня, 03:00         |
| 1948      | 18 квітня, 02:00        | 3 жовтня, 03:00         |
| 1949      | 10 квітня, 02:00        | 2 жовтня, 03:00         |
| 1957      | 2 червня, 01:00         | 29 вересня, 02:00       |
| 1958      | 30 березня, 01:00       | 28 вересня, 02:00       |
| 1959      | 31 травня, 01:00        | 4 жовтня, 02:00         |
| 1960      | 3 квітня, 01:00         | 2 жовтня, 02:00         |
| 1961      | 28 травня, 01:00        | 1 жовтня, 02:00         |
| 1962      | 27 травня, 01:00        | 30 вересня, 02:00       |
| 1963      | 26 травня, 01:00        | 29 вересня, 02:00       |
| 1964      | 31 травня, 01:00        | 27 вересня, 02:00       |
| 1977      | 3 квітня, 01:00         | 25 вересня, 02:00       |
| 1978      | 2 квітня, 01:00         | 1 жовтня, 02:00         |
| 1979      | 1 квітня, 01:00         | 30 вересня, 02:00       |
| 1980      | 6 квітня, 01:00         | 28 вересня, 02:00       |
| 1981—1987 | ост. нд. березня, 01:00 | ост. нд. вересня, 02:00 |
| 1988—1995 | ост. нд. березня, 02:00 | ост. нд. вересня, 02:00 |
| з 1996    | ост. нд. березня, 02:00 | ост. нд. жовтня, 02:00  |